# Décès en septembre 2011
Décès
- 2007
- 2008
- 2009
- 2010
- 2011
- 2012
- 2013
- 2014
- 2015

Pour une information complémentaire, voir la page d'aide.

## Septembre 2011
| Date          | Nom                          | Activités | Âge   | Source |
| ------------- | ---------------------------- | --- | ----- | ------ |
| 1er septembre | Kamal Salibi                 | Historien libanais. | 82    |        |
| 1er septembre | Liu Huang A-tao              | militante pour les droits de l'homme taïwanaise | 88-89 |        |
| 2 septembre   | Felipe Camiroaga             | Animateur de télévision chilien. | 44    |        |
| 2 septembre   | François Lubiana             | Chanteur et compositeur français. | 70    |        |
| 2 septembre   | François Maestroni           | Joueur et entraîneur de football français. | 92    |        |
| 2 septembre   | José María Montes (en)       | Évêque argentin catholique émérite de Chascomús. | 91    | (en)   |
| 3 septembre   | Jean-Paul Bucher             | Cuisinier français. | 73    |        |
| 3 septembre   | Julio Casas Regueiro         | Militaire et homme politique cubain (vice-président et ministre de la défense, depuis 2008).                                                             | 75    |        |
| 3 septembre   | Andrzej Maria Deskur         | Cardinal évêque polonais catholique, président émérite du Conseil pontifical pour les communications sociales.                                           | 87    | (en)   |
| 3 septembre   | Finn Helgesen                | Patineur de vitesse norvégien (Or aux JO de 1948). | 92    | (no)   |
| 3 septembre   | Sándor Képíró                | Policier nazi hongrois. | 97    |        |
| 4 septembre   | Lalla Aicha                  | Princesse du Maroc, ambassadeur de 1965 à 1973. | 81    |        |
| 4 septembre   | Lee Roy Selmon               | Footballeur américain (au Temple de la renommée de la NFL, 1995).                                                                                        | 56    |        |
| 4 septembre   | Dana Wilson (en)             | Joueur de rugby à XIII international avec les îles Cook.                                                                                                 | 28    | (en)   |
| 4 septembre   | Luben Yordanoff              | Violoniste bulgare, puis monégasque. | 84    |        |
| 5 septembre   | Andrew Brook (en)            | Évêque britannique catholique émérite de Mthatha, Afrique du Sud.                                                                                        | 81    | (en)   |
| 5 septembre   | Bernard Brunhes              | Conseiller social français. | 71    |        |
| 5 septembre   | Angioletta Coradini          | Astronome italienne, longtemps directrice de l’Istituto di Fisica dello Spazio Interplanetario (IFSI), à Frascati.                                       | 65    |        |
| 5 septembre   | Salvatore Licitra            | Ténor italien. | 43    |        |
| 5 septembre   | Peter Thuruthikonam (en)     | Évêque indien catholique émérite de Vijayapuram. | 82    | (en)   |
| 6 septembre   | Hans Apel                    | Homme politique allemand (ministre des Finances, 1974–1978, puis de la Défense, 1978–1982).                                                              | 79    | (de)   |
| 6 septembre   | Michael Hart                 | Auteur américain, fondateur du Projet Gutenberg. | 64    |        |
| 6 septembre   | Jean-Claude Mermoud          | Homme politique suisse. | 59    |        |
| 6 septembre   | Raphaël Marie Ze             | Évêque camerounais catholique émérite de Sangmélima. | 78    | (en)   |
| 6 septembre   | Félix d'Autriche             | Membre de la Maison Habsbourg-Lorraine (archiduc), dernier survivant des fils de Charles Ier d'Autriche.                                                 | 95    |        |
| 7 septembre   | Vitali Anikeïenko            | Joueur de hockey sur glace ukrainien. | 24    | []     |
| 7 septembre   | Mikhaïl Balandine            | Joueur de hockey sur glace russe. | 31    | []     |
| 7 septembre   | Gabriel Bullet (en)          | Évêque auxiliaire catholique suisse émérite de Lausanne.                                                                                                 | 90    |        |
| 7 septembre   | Maksim Chouvalov (en)        | Joueur de hockey sur glace russe. | 18    | []     |
| 7 septembre   | Pavol Demitra                | Joueur de hockey sur glace slovaque. | 36    | []     |
| 7 septembre   | Robert Dietrich              | Joueur de hockey sur glace allemand. | 25    | []     |
| 7 septembre   | Artiom Iartchouk             | Joueur de hockey sur glace russe. | 21    | []     |
| 7 septembre   | Aleksandr Kalianine          | Joueur de hockey sur glace russe. | 23    | []     |
| 7 septembre   | Marat Kalimouline            | Joueur de hockey sur glace russe. | 23    | []     |
| 7 septembre   | Aleksandr Karpovtsev         | Joueur (Or au championnat du monde, 1993) et entraîneur de hockey sur glace russe.                                                                       | 41    | []     |
| 7 septembre   | Andreï Kirioukhine           | Joueur de hockey sur glace russe. | 24    | []     |
| 7 septembre   | Nikita Klioukine             | Joueur de hockey sur glace russe. | 21    | []     |
| 7 septembre   | Igor Koroliov                | Entraîneur de hockey sur glace russe. | 41    | []     |
| 7 septembre   | Stefan Liv                   | Joueur de hockey sur glace suédois (Or aux JO, 2006). | 30    | []     |
| 7 septembre   | Jan Marek                    | Joueur de hockey sur glace tchèque. | 31    | []     |
| 7 septembre   | Brad McCrimmon               | Joueur (LNH, 1979-1997) et entraîneur de hockey sur glace canadien.                                                                                      | 52    | []     |
| 7 septembre   | Sergueï Ostaptchouk          | Joueur de hockey sur glace biélorusse. | 21    | []     |
| 7 septembre   | Iouri Ourytchev              | Joueur de hockey sur glace russe. | 20    | []     |
| 7 septembre   | Karel Rachůnek               | Joueur de hockey sur glace tchèque (Or au championnat du monde, 2010).                                                                                   | 32    | []     |
| 7 septembre   | Rouslan Saleï                | Joueur de hockey sur glace biélorusse. | 36    | []     |
| 7 septembre   | Kārlis Skrastiņš             | Joueur de hockey sur glace letton. | 37    | []     |
| 7 septembre   | Pavel Snournitsyne (en)      | Joueur de hockey sur glace russe. | 19    | []     |
| 7 septembre   | Daniil Sobtchenko            | Joueur de hockey sur glace russe (Or au championnat du monde junior 2011).                                                                               | 20    | []     |
| 7 septembre   | Guennadi Tchourilov          | Joueur de hockey sur glace russe. | 24    | []     |
| 7 septembre   | Ivan Tkatchenko              | Joueur de hockey sur glace russe. | 31    | []     |
| 7 septembre   | Pavel Trakhanov              | Joueur de hockey sur glace russe. | 33    | []     |
| 7 septembre   | Gabriel Valdés               | Diplomate et homme politique chilien. | 92    | (en)   |
| 7 septembre   | Josef Vašíček                | Joueur de hockey sur glace tchèque (Or au championnat du monde, 2005).                                                                                   | 30    | []     |
| 7 septembre   | Aleksandr Vassiounov         | Joueur de hockey sur glace russe. | 23    | []     |
| 7 septembre   | Aleksandr Vioukhine          | Joueur de hockey sur glace ukrainien. | 38    | []     |
| 8 septembre   | Michel Roy                   | Journaliste québécois, puis diplomate canadien, professeur de journalisme.                                                                               | 81    |        |
| 8 septembre   | Vo Chi Công                  | Homme politique vietnamien (premier ministre 1976-1982, président 1987-1992).                                                                            | 99    | (en)   |
| 9 septembre   | Valentino Braitenberg        | Professeur italien de cybernétique. | 85    | (it)   |
| 9 septembre   | Laurie Hughes                | Footballeur anglais. | 87    | (en)   |
| 9 septembre   | Ignace Matondo               | Évêque congolais catholique émérite de Molegbe, République démocratique du Congo,                                                                        | 79    | (en)   |
| 10 septembre  | Cliff Robertson              | Acteur, scénariste, réalisateur et producteur américain.                                                                                                 | 88    |        |
| 10 septembre  | Sam Tagelagi                 | Homme d'État niuéen. | 75    | (en)   |
| 11 septembre  | Jean-Claude Abrioux          | Homme politique français. | 79    |        |
| 11 septembre  | Christian Bakkerud           | Pilote automobile danois. | 26    | (en)   |
| 11 septembre  | Andy Whitfield               | Acteur britannique, gallois, naturalisé australien. | 39    |        |
| 12 septembre  | Jean-Marc Allaire            | Skipper français, membre de la Société des Régates rochelaises.                                                                                          | 34    |        |
| 12 septembre  | Aleksandr Galimov            | Joueur de hockey sur glace russe : l'un des deux survivants, jusque-là, de l'Accident de l'avion transportant le Lokomotiv Iaroslavl.                    | 26    | []     |
| 12 septembre  | Wade Mainer (en)             | Musicien américain de country et bluegrass (chant, banjo).                                                                                               | 104   | (en)   |
| 13 septembre  | Walter Bonatti               | Alpiniste, guide de haute montagne, journaliste et photographe italien.                                                                                  | 81    |        |
| 13 septembre  | John Calley                  | Producteur américain de cinéma et de télévision. | 81    | (en)   |
| 13 septembre  | Paul-Émile Gallant           | Designer canadien, créateur du casse-têtes en trois dimensions de Wrebbit.                                                                               | 67    | (en)   |
| 13 septembre  | Richard Hamilton             | Artiste peintre et graphiste britannique. | 89    |        |
| 13 septembre  | Françoise Magrangeas         | Lithographe et peintre française. | 62    |        |
| 13 septembre  | DJ Mehdi                     | Producteur français de musique électronique et hip-hop.                                                                                                  | 34    | (nl)   |
| 14 septembre  | Gilles Chaillet              | Dessinateur et scénariste de Bandes dessinées français (Guy Lefranc, Vasco).                                                                             | 65    |        |
| 14 septembre  | Rudolf Mössbauer             | Physicien allemand (co-Prix Nobel de physique, 1961). | 82    | (de)   |
| 15 septembre  | Frances Bay                  | Actrice américaine née canadienne (rôles de femmes âgées, années 1970-2000).                                                                             | 92    | (en)   |
| 15 septembre  | Mickaël Compagnion           | Peintre français | 82    |        |
| 15 septembre  | Clemente Faccani (en)        | Archevêque catholique italien, nonce apostolique émérite au Kenya (en).                                                                                  | 90    | (en)   |
| 15 septembre  | Georges Fillioud             | Homme politique français, Ministre (1981-1983). | 82    |        |
| 15 septembre  | Regina Smendzianka (en)      | Pianiste polonaise (Concours international de piano Frédéric-Chopin remporté en 1949, rectrice de l’Université de musique Frédéric-Chopin en 1972-1973). | 86    | (en)   |
| 15 septembre  | Alain Vautier                | Journaliste français, directeur d'antenne à France 2. | 58    |        |
| 16 septembre  | Roger Bélanger               | Joueur de hockey sur glace canadien (Pittsburgh, 1984-1985).                                                                                             | 45    | (en)   |
| 16 septembre  | Jordi Dauder                 | Acteur espagnol, catalan (Caresses, Camino). | 73    | (es)   |
| 16 septembre  | Lucien Jerphagnon            | Historien français et professeur émérite. | 90    |        |
| 16 septembre  | Kara Kennedy                 | Productrice de télévision et réalisatrice américaine, membre de la Famille Kennedy.                                                                      | 51    |        |
| 16 septembre  | Jean Leclant                 | Égyptologue et archéologue français, professeur émérite au Collège de France, Prix Balzan (1993), directeur du Dictionnaire de l’Antiquité.              | 91    |        |
| 17 septembre  | Roger Agache                 | Archéologue français. | 85    |        |
| 17 septembre  | Charles Percy                | Homme politique américain, sénateur républicain de l'Illinois (1967-1985).                                                                               | 91    | (en)   |
| 17 septembre  | Cora Vaucaire                | Chanteuse française. | 93    |        |
| 18 septembre  | Mohamed Harmel               | Homme politique tunisien. | 81    |        |
| 18 septembre  | Marcelino Palentini (en)     | Évêque catholique italien de Jujuy, en Argentine. | 68    | (en)   |
| 18 septembre  | Kurt Sanderling              | Chef d'orchestre allemand. | 98    |        |
| 19 septembre  | Jacques Alexandre            | Journaliste français. | 90    |        |
| 19 septembre  | John Dunning                 | Producteur de cinéma et scénariste québécois (cofondateur de Cinépix).                                                                                   | 84    | (en)   |
| 19 septembre  | Louis Falardeau              | Journaliste québécois. | 68    |        |
| 19 septembre  | Mathieu Schiller             | Bodyboardeur français. | 32    |        |
| 20 septembre  | Burhanuddin Rabbani          | Homme politique afghan (président, 1992-1996, 2001). | 71    |        |
| 21 septembre  | Marcel Bitsch                | Compositeur français | 89    |        |
| 21 septembre  | Jean-Paul Clébert            | Écrivain français. | 85    |        |
| 21 septembre  | Troy Davis                   | Condamné à mort américain. | 42    |        |
| 21 septembre  | Paulette Dubost              | Actrice française. | 100   |        |
| 22 septembre  | Jean-Yves Desjardins         | Professeur canadien de sexologie. | 80    |        |
| 22 septembre  | Mansoor Ali Khan Pataudi     | Joueur de cricket indien. | 70    | (en)   |
| 22 septembre  | Aristides Pereira            | Homme politique cap-verdien (président, 1975-1991). | 87    |        |
| 23 septembre  | Marcel Boishardy             | Coureur cycliste français. | 66    |        |
| 23 septembre  | Hubert Constant              | Archevêque catholique haïtien émérite de Cap-Haïtien. | 80    | (en)   |
| 23 septembre  | Joseph Trinh Chinh Truc (en) | Évêque catholique vietnamien émérite de Buôn Ma Thuột.                                                                                                   | 85    | (en)   |
| 24 septembre  | François-Georges Dreyfus     | Professeur français d'histoire et de science politique.                                                                                                  | 83    |        |
| 25 septembre  | Wangari Muta Maathai         | Militante politique et écologiste kényane, Prix Nobel de la paix 2004.                                                                                   | 71    |        |
| 27 septembre  | Sara Douglass                | Romancière australienne, tasmanienne. | 54    | (en)   |
| 27 septembre  | Ida Fink                     | Romancière israélienne de langue polonaise. | 89    |        |
| 27 septembre  | Maryvonne Kendergi           | Musicologue canadienne québécoise, pianiste, professeur émérite de l'Université de Montréal, animatrice musicale à la Société Radio-Canada.              | 96    |        |
| 27 septembre  | Anatoli Khorozov             | Joueur, dirigeant de hockey sur glace ukrainien. | 87    | (en)   |
| 27 septembre  | Imre Makovecz                | Architecte hongrois. | 75    | (en)   |
| 27 septembre  | Jesús María Pereda           | Footballeur espagnol, d'origine basque. | 73    | (es)   |
| 27 septembre  | Georges Snyders              | Philosophe et chercheur français. | 94    |        |
| 28 septembre  | Pierre Dansereau             | Écologiste canadien québécois. | 99    |        |
| 28 septembre  | Pierre Lesieur               | Peintre français. | 89    |        |
| 28 septembre  | Alfredo Pieroni              | Journaliste et écrivain italien. | 88    |        |
| 29 septembre  | Denise Gence                 | Comédienne française, sociétaire de la Comédie-Française de 1958 à 1986.                                                                                 | 87    |        |
| 29 septembre  | Hella Haasse                 | Auteure néerlandaise, « la grande dame des lettres néerlandaises ».                                                                                      | 93    |        |
| 29 septembre  | Philip Hannan (en)           | Archevêque américain catholique émérite de Nouvelle-Orléans.                                                                                             | 98    | (en)   |
| 29 septembre  | Tatiana Lioznova             | Réalisatrice russe. | 87    | (en)   |
| 29 septembre  | Vera Popkova                 | Sprinteuse russe (Bronze au Relai 4 fois 100 mètres, JO de 1968).                                                                                        | 68    | (ru)   |
| 30 septembre  | João d’Avila Moreira (en)    | Évêque auxiliaire brésilien catholique émérite de l'archidiocèse de São Sebastião do Rio de Janeiro.                                                     | 92    | (en)   |
| 30 septembre  | Anwar al-Awlaqi              | Présumé terroriste américain, d'ascendance yéménite, imam djihadiste.                                                                                    | 40    |        |
| 30 septembre  | Gaspar Enaine Pérez          | Acteur mexicain, humoriste. | 84    | (es)   |
| 30 septembre  | Gilberto Fernández (en)      | Évêque auxiliaire cubano-américain catholique émérite de Miami.                                                                                          | 76    | (en)   |
| 30 septembre  | Samir Khan                   | Islamiste américain, d'ascendance pakistanaise, journaliste djihadiste.                                                                                  | 25    | (en)   |
| 30 septembre  | Franck Nivault               | footballeur français. | 63    |        |
| 30 septembre  | Clifford Olson               | Tueur en série canadien. | 71    |        |
| 30 septembre  | Ralph Steinman               | Immunologiste canadien, co-lauréat du prix Nobel de médecine 2011.                                                                                       | 68    |        |